# Tombelaine
El islote Tombelaine (del francés: îlot Tombelaine) es un pequeño islote o isla mareal localizada en la costa de Normandía, en Francia. Se encuentra a pocos kilómetros al norte de Mont Saint-Michel. En la marea baja de la isla se puede llegar a pie (con guía) desde la costa de la penínsual de Cotentin, a 3,5 km al noreste, y del Mont Saint-Michel. La isla se encuentra justo al sur del curso del río Sélune, que tiene que ser vadeado para acceder a la isla de Cotentin. La isla tiene 250 metros por 150 metros y 45 metros de altura. Se compone de granito. Es parte de la comuna de Genêts.

## Nombre
Según la etimología popular su nombre significa «la tumba de Hélène», debido a la historia de una princesa llamada Hélène, hija del rey Hoel, que se dice fue enterrada en la roca.
Víctor Hugo, en su obra "Quatrevingt-treize", en las primeras páginas del libro segundo de la tercera parte, da otra explicación al significado del nombre de la isla por boca de un sacerdote llegado del París de la Convención en 1793: "... Tumba Beleni, la tombe de Belenus, de Belus, de Bel, de Bélial, de Belzébuth". 
El nombre también puede provenir del tumulus belenis, el "Túmulo  de Belenos", un dios celta, o bien provien de las palabras celtas que significan "la pequeña montaña", en contraste con el Mont Saint-Michel.

## Historia
En el siglo XI, dos monjes del Monte Saint-Michel se recluyeron en Tombelaine. En 1137 Bernard du Bec fundó un convento en la isla, y se convirtió en un lugar de peregrinación.
El 11 de febrero de 1423, en la Guerra de los Cien Años, Tombelaine fue ocupado por los ingleses como base para atacar a Mont Saint-Michel. En el siglo XVI durante las guerras religiosas francesas,  Gabriel conde de Montgomery, jefe de los ejércitos de los hugonotes (Secta protestante), ocuparon la isla.
En 1666 el marqués de la Chastrière ordenó la destrucción de las fortificaciones de la isla, para evitar que se utilizaran de nuevo en el futuro por los ingleses.
La isla fue comprada por el Estado en 1933, y fue declarado monumento histórico por decreto de 1936. Se convirtió en una reserva de aves en 1985.